# Municipio Puerto Morelos
Koordinaten: 20° 57′ N, 87° 6′ W
Puerto Morelos ist ein Municipio im mexikanischen Bundesstaat Quintana Roo. Es wurde im Jahr 2016 aus Teilen des Municipios Benito Juárez gebildet. Der Verwaltungssitz ist das gleichnamige Puerto Morelos. Das Municipio hat eine Ausdehnung von 1.041 km², die Einwohnerzahl beim Zensus 2020 betrug 26.921.

## Geographie
Das Municipio Puerto Morelos befindet sich im Norden des Bundesstaates Quintana Roo und wird durch die Municipios Lázaro Cárdenas, Benito Juarez und Solidaridad, sowie die Karibik begrenzt.

## Orte
Das Municipio Puerto Morelos umfasst laut Zensus 2020 241 bewohnte Orte. Drei davon wiesen beim Zensus 2020 eine Einwohnerzahl von über 50 auf.
| Ort              | Einwohner |
| ---------------- | --------- |
| Puerto Morelos   | 19.205    |
| Leona Vicario    | 7.028     |
| Central Vallarta | 57        |